# Eduardo Sáenz de Aranaz
Eduardo Sáenz de Aranaz (Pamplona, 1891-Madrid, 1958) fue un militar español.

## Biografía
Nacido en Pamplona el 17 de mayo de 1891, ingresó en la Academia Militar de Infantería de Toledo en 1907; se licenció tres años después, con la graduación de segundo teniente. Intervino en la Guerra de África entre 1914 y 1920. Durante la década de 1920 fue docente en la Academia Militar de Toledo, y posteriormente impartió clases en la Escuela Superior de Guerra, entre 1931 y 1936. Cuando se produjo el estallido de la Guerra civil se encontraba destinado en la Escuela Central de Tiro de Madrid.
Llegó a prestar servicio en el Estado Mayor del Ministerio de la Guerra, y a partir de marzo de 1937 estuvo destnado en la III División Orgánica. Durante algún tiempo ejerció como jefe de Estado Mayor del Ejército de Levante, entre agosto de 1937 y marzo de 1938. En la primavera de 1938 fue nombrado jefe de Estado Mayor del Ejército de Extremadura, y posteriormente ejercería como jefe de la 3.ª Sección de Estado Mayor del Grupo de Ejércitos de la Región Central (GERC). En el verano de 1938 se afilió al Partido Socialista Obrero Español (PSOE). Terminó la contienda ostentando el rango de coronel, destinado en la zona Centro-Sur.
Al final de la contienda fue detenido por las fuerzas franquistas. Condenado a muerte, la pena le fue conmutada por 30 años de reclusión y posteriormente rebajada a 12 años. Salió de prisión en 1943. Participó en reuniones clandestinas del PSOE, siendo detenido por la policía franquista en 1946. Juzgado, fue condenado a 8 años de reclusión y enviado al Destacamento penal de Cuelgamuros, participando en la construcción del Valle de Cuelgamuros. Falleció en Madrid en 1958.

## Obras
- —— (1930). Servicio de Campaña de la Infantería en Marruecos. Colegio de Huérfanos de María Cristina.